# جامعة بايرويت
جامعة بايرويت (بالإنجليزية: University of Bayreuth)‏ هي جامعة عامة في ألمانيا، أُسِّسَت عام 1975.

## معرض صور

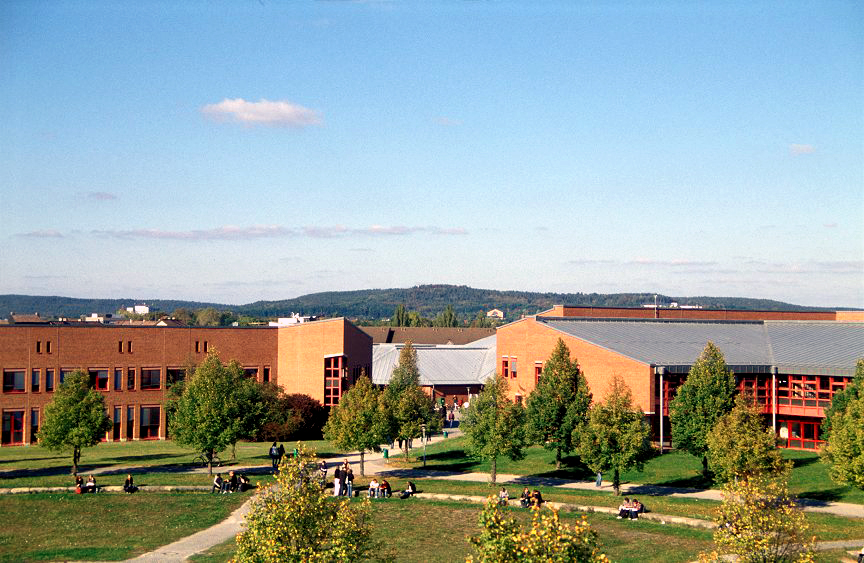
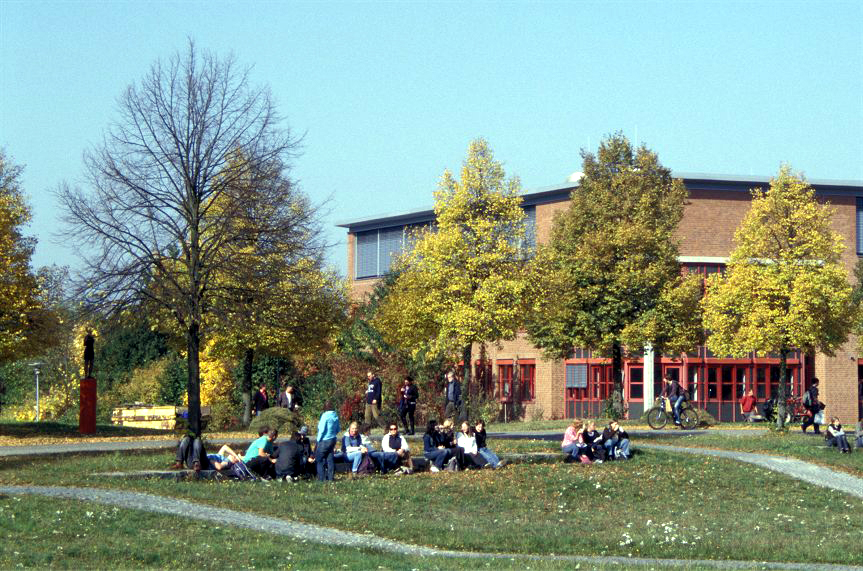
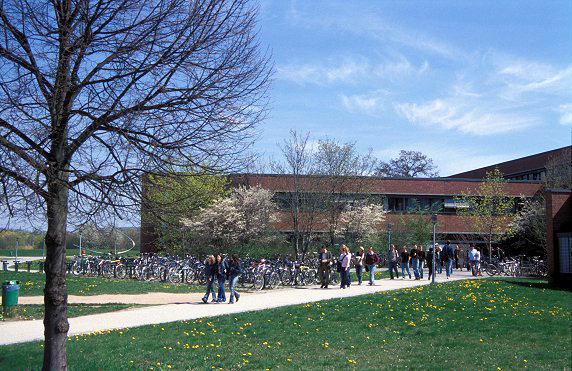
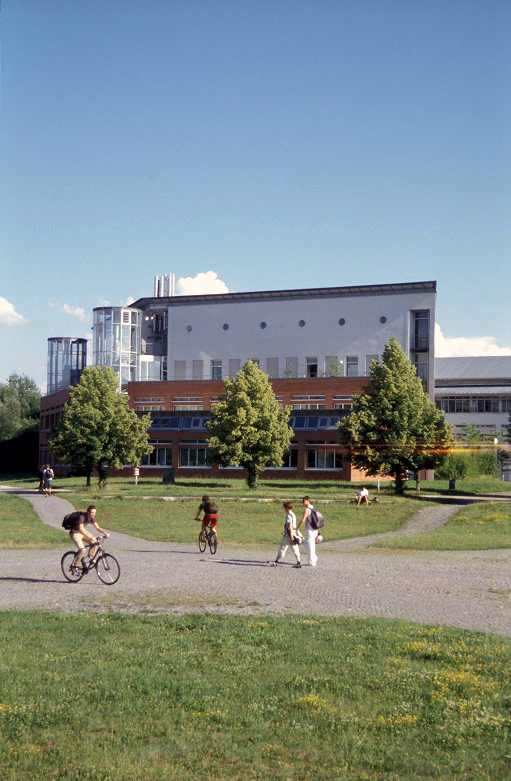
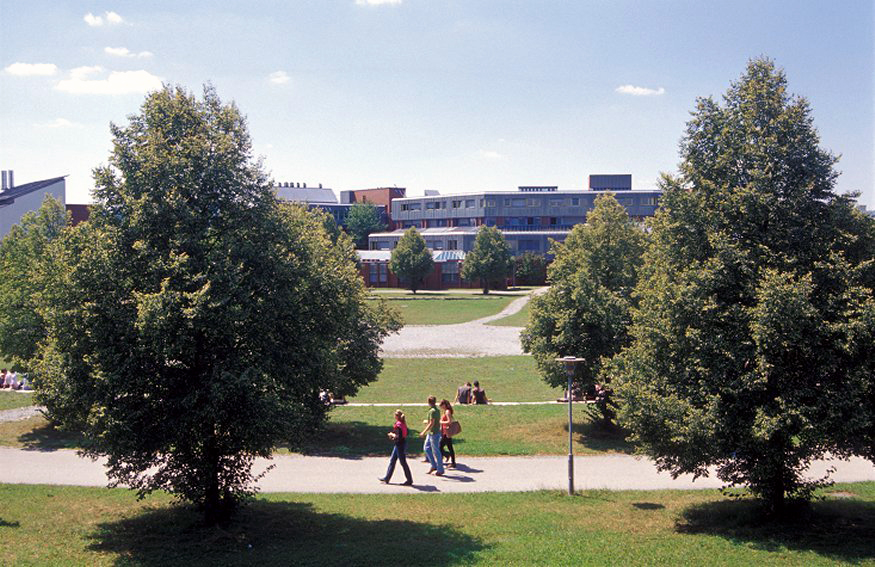